# Derrick De Marney
Derrick De Marney, nome completo Derrick Raoul Edouard Alfred De Marney (Brentford, 21 settembre 1906 – Frimley, 18 febbraio 1978), è stato un attore britannico.

## Biografia
Figlio di Violet Eileen Concanen e Arthur De Marney, era nipote di Alfred Concanen, uno dei principali litografi dell'era vittoriana. De Marney si affermò sui palcoscenici londinesi negli anni venti e ottenne un contratto cinematografico con il produttore Alexander Korda dopo la sua brillante interpretazione nel ruolo principale nella commedia Young Mr. Disraeli. Ottenne alcuni ruoli di secondo piano in film come La Primula Rossa (1934) e La vita futura (1936).
Il ruolo per cui è maggiormente ricordato è quello di Robert Tisdall, l'uomo falsamente accusato di omicidio, protagonista del film poliziesco Giovane e innocente (1937) di Alfred Hitchcock. Interpretò nuovamente il ruolo di Benjamin Disraeli nei film La grande imperatrice (1937) e nel suo sequel, Sixty Glorious Years (1938), entrambi accanto ad Anna Neagle e Anton Walbrook.
Dopo Giovane e innocente, De Marney alternò ruoli da protagonista e parti secondarie in diversi film. Durante il periodo della seconda guerra mondiale fondò una casa di produzione, con il fratello attore Terence De Marney, producendo numerosi cortometraggi e documentari bellici sull'aeronautica militare polacca, tra cui The White Eagle e Diary of a Polish Airman (entrambi del 1942), nonché il film Sesso gentile (1943), interpretato da Leslie Howard.
Ottenne il ruolo principale nel film drammatico Il segreto del castello (1947), accanto a Jean Simmons e Katina Paxinou, interpretando un uomo precedentemente sospettato di omicidio che cospira contro la sua giovane nipote, un'ereditiera. Negli anni cinquanta si dedicò principalmente al teatro e apparve per l'ultima volta sul grande schermo nell'horror fantascientifico Laser X: operazione uomo (1966). 
De Marney si ammalò mentre era ospite di amici a Farnham, nel Surrey. Morì di broncopolmonite e asma presso il Frimley Park Hospital il 18 febbraio 1978. Fu sepolto nella tomba di famiglia nel cimitero di West Norwood, a sud di Londra.

## Filmografia parziale

### Cinema
- La Primula Rossa (The Scarlet Pimpernel), regia di Harold Young (1934)
- La vita futura (Things to Come), regia di William Cameron Menzies (1936)
- Le perle della corona (Les Perles de la couronne), regia di Sacha Guitry (1937)
- La grande imperatrice (Victoria the Great), regia di Herbert Wilcox (1937)
- Giovane e innocente (Young and Innocent), regia di Alfred Hitchcock (1937)
- Dangerous Moonlight, regia di Brian Desmond Hurst (1941)
- Il primo dei pochi (The First of Few), regia di Leslie Howard (1942)
- L'amante della morte (Latin Quarter), regia di Vernon Sewell (1945)
- Il segreto del castello (Uncle Silas), regia di Charles Frank (1947)
- Vagone letto per Trieste (Sleeping Car to Trieste), regia di John Paddy Carstairs (1948)
- Operazione fifa (Private's Progress), regia di John Boulting (1956)
- Laser X: operazione uomo (The Projected Man), regia di Ian Curteis (1966)

### Televisione
- Lilli Palmer Theatre – serie TV, episodio 1x09 (1955)
- Le avventure di Charlie Chan (The New Adventures of Charlie Chan) – serie TV, episodio 1x23 (1958)
- Ivanhoe – serie TV, episodio 1x24 (1958)
- Gioco pericoloso (Danger Man) – serie TV, episodio 3x07 (1965)